# Monastero di Santa Caterina della Rota
Il monastero di Santa Caterina della Rota si trova a Radicondoli, in provincia di Siena, diocesi di Volterra.

## Descrizione
A Santa Caterina d'Alessandria fu dedicata la chiesa del monastero agostiniano fondato all'interno del castello, sul luogo di un originario ospedale, nella prima metà del Trecento.
È una semplice aula in laterizi, con la facciata movimentata da un arco a sesto acuto e un rosone circolare; alla chiesa appartiene una tela del pittore seicentesco senese Astolfo Petrazzi raffigurante il Battesimo di Cristo.